# Herb gminy Niedźwiada
Herb gminy Niedźwiada – jeden z symboli gminy Niedźwiada.

## Wygląd i symbolika
Herb przedstawia na tarczy w polu czerwonym wspiętego srebrnego niedźwiedzia, skierowanego w prawo, z gałęzią lipy w łapach. Jest to tzw. herb mówiący, nawiązujący do nazwy gminy.